# Lucius Papirius Crassus (Konsul 336 v. Chr.)
Lucius Papirius Crassus war ein Politiker der frühen Römischen Republik. 340 v. Chr. amtierte er als Diktator sowie 336 und 330 v. Chr. als Konsul.

## Leben
Lucius Papirius Crassus entstammte dem römischen Geschlecht der Papirier, und zwar deren patrizischem Zweig der Crassi. Laut einer Bemerkung des Redners Marcus Tullius Cicero nahm er eine Änderung seines Gentilnamens von Papisius in Papirius vor. Gemäß der Filiationsangabe der Fasti Capitolini führten sein Vater und Großvater ebenfalls das Praenomen Lucius. Der Althistoriker Friedrich Münzer hält es für möglich – wenngleich dies eine sehr unsichere Annahme ist –, dass Lucius Papirius Crassus der Sohn des Konsulartribunen Lucius Papirius des Jahres 382 v. Chr. war (Letzterer gehörte wohl ebenfalls dem Zweig der Crassi an und übte das Konsulartribunat vielleicht noch öfter, so 376 v. Chr., aus).
Der römische Geschichtsschreiber Titus Livius berichtet, dass Lucius Papirius Crassus 340 v. Chr. zunächst die Prätur verwaltete und vom Konsul Titus Manlius Imperiosus Torquatus nach dessen siegreicher Rückkehr aus dem Latinerkrieg zum Diktator ernannt wurde. Dieser Schritt sei nötig gewesen, weil der zweite Konsul Publius Decius Mus gefallen war und Manlius selbst nach seiner Heimkehr zu krank war, um einen weiteren Krieg gegen die auf römisches Territorium eingedrungenen Antiaten zu führen. Zu seinem Magister equitum habe Lucius Papirius Crassus den späteren fünfmaligen Konsul Lucius Papirius Cursor gewählt, sei dann ins Gebiet der Antiaten gezogen und habe dort mehrere Monate gelagert, ohne viel auszurichten. Manche Althistoriker wie Karl Julius Beloch glauben nicht an die Geschichtlichkeit von Papirius’ Diktatur. Dagegen betrachtet Friedrich Münzer sie eher als historisch und argumentiert, dass in den ersten Jahrzehnten nach der Einführung der Prätur ein Inhaber dieses Amtes nicht befugt gewesen sei, selbständig und ohne die Anwesenheit eines Konsuls auswärtige Kriege zu führen. Daher habe Papirius wohl zum Diktator bestellt werden müssen, um zum Kampf gegen die Antiaten autorisiert zu sein.
Erstmals gelangte Lucius Papirius Crassus 336 v. Chr. gemeinsam mit Kaeso Duilius zum Konsulat. Sie bekämpften den in der kampanischen Stadt Cales siedelnden Volksstamm der Ausonen und schlugen dessen Aufgebot nach einem unbedeutenden Gefecht in die Flucht. Sechs Jahre später, 330 v. Chr., rückte Papirius erneut zum Konsulat auf und erhielt diesmal Lucius Plautius Venox zum Amtskollegen. In diesem Jahr probten die Einwohner der Stadt Privernum unter Beteiligung einer Partei von Fundi den Aufstand gegen Rom. Der Kommandant des Heeres der Rebellen war Marcus Vitruvius Vaccus, ein angesehener, auch in Rom nicht unbedeutender Bürger aus Fundi. Papirius konnte Vitruvius Vaccus problemlos besiegen, aber keine größeren Verluste beibringen, woraufhin sich die geschlagene feindliche Armee in das nahe gelegene Privernum zurückzog.
Zum letzten Mal wird Lucius Papirius Crassus 325 v. Chr. erwähnt, als sein ehemaliger Magister equitum Lucius Papirius Cursor selbst als Diktator amtierte. Letzterer soll mit seinem Reiterführer Quintus Fabius Maximus Rullianus in Konflikt geraten sein und deshalb Lucius Papirius Crassus zu seinem Stellvertreter in Rom gewählt haben.
Lucius Papirius Crassus ist nicht mit dem gleichnamigen Zensor von 318 v. Chr. identisch, da beide laut den Fasti Capitolini verschiedene Filiationen aufweisen: Die Väter der Homonymen führten zwar beide das Praenomen Lucius, der Großvater des hier behandelten Papirius aber – wie erwähnt – ebenfalls das Praenomen Lucius, der Großvater des Zensors von 318 v. Chr. hingegen das Praenomen Marcus.